# غوران غوتالي
غوران غوتالي مواليد 12 نوفمبر 1969 في جمهورية يوغوسلافيا الاشتراكية الاتحادية، هو لاعب كرة قدم بوسني سابق كان يلعب كمهاجم.

## المسيرة الاحترافية

### أندية لعب لها
- نادي جيلييزنيتشار ساراييفو
- نادي ماريبور
- نادي سيسكا موسكو
- نادي غوريتسا